# 阿特
阿特（法語：Ath，法語發音：[at] ⓘ，荷蘭語發音：[aːt] ⓘ）是比利时瓦隆大区埃諾省的一个城市，通行法语，是比利时法语社群的一部分，面积126.95平方千米，人口29,164人（2018年1月1日）。